# Wilhelm Gustav Damm
Wilhelm Gustav Damm (* 22. November 1881 in Blankenburg im Harz; † 1949 in Wetzikon) war ein deutsch-schweizerischer Komponist und Dirigent.

## Leben
Damm wurde am 22. November 1881 in Blankenburg als Sohn des dortigen Musikdirektors Wilhelm Damm geboren. Sein Studium absolvierte er von 1899 bis 1900 am Konservatorium in Leipzig. Zuvor hatte er bereits von verschiedenen Lehrern und seinem Vater Unterricht im Violin-, Klavier- und Kornettspiel erhalten. In Leipzig studierte er im Hauptfach Violine bei Arno Hilf und hatte zusätzlich u. a. Unterricht bei Hans Sitt und Karl Wendling.
Nach dem Studium wirkte er zunächst als Militärmusiker und später als Kapellmeister beim Militär. Bereits von 1907 bis 1914 hatte er Engagements in der Schweiz, bevor er 1923 ganz in die Schweiz übersiedelte. Dort war er Dirigent einer ganzen Reihe von Blasorchestern (Musikgesellschaft Langendorf im Jahr 1923, Musikverein Romanshorn, Musikverein «Harmonie» Wetzikon ab 1930, Musikverein «Harmonie» Bauma, Harmoniemusik Fischenthal, Musikgesellschaft Harmonie Wettingen-Kloster 1936 bis 1941).

## Werke

### Werke für Blasorchester
- 1927 Polonaise Nr. 2
- 1927 Gavotte à la reine – Königin-Gavotte, Verlag des Eidg. Musikvereins, Wädenswil
- 1930 Sanssouci, Menuett, Verlag E. Ruh, Adliswil b. Zürich
- 1933 Vivat Zürich! Marsch, Verlag Gebr. Hug & Co.
- 1948 Improvisation
- 1948 Ouvertüre zu Brachvogels «Wilhelm Friedemann Bach»
- Impression, Konzertstück

### Werke für Klavier
- Klavier-Duette
  1. Alla Walzer
  2. Andante con Espressivo
  3. Andantino
  4. Calmato – Lullaby
  5. Grazioso
  6. Vivace
  7. Clockwork Ballerina
  8. The First Swallow